# Большое Заречье (Ленинградская область)
Большое За́речье — деревня и исторический памятник на территории современного Калитинского сельского поселения Волосовского района Ленинградской области.
Деревня была уничтожена немецко-фашистскими войсками 30 октября 1943 года. Часть жителей Большого Заречья за отказ ехать в Германию и из-за подозрений в связях с партизанами были сожжены заживо.

## История
Впервые упоминается в Писцовой книге Водской пятины 1500 года как деревня Заречье в Спасском Зарецком погосте.
Затем как деревня Saretzia by в Зарецком погосте в шведских «Писцовых книгах Ижорской земли» 1618—1623 годов.
На карте Ингерманландии А. И. Бергенгейма, составленной по шведским материалам 1676 года, она обозначена как деревня Saritshof.
На шведской «Генеральной карте провинции Ингерманландии» 1704 года — как село Saritshof.
Как деревня Сариц — на «Географическом чертеже Ижорской земли» Адриана Шонбека 1705 года.
На карте Ингерманландии А. Ростовцева 1727 года и карте Санкт-Петербургской губернии Я. Ф. Шмидта 1770 года упоминается как мыза Зарецкая.
На Зарецкой мызе, принадлежавшей правнучке архитектора Доменико Трезини генерал-майорше Черновой, летом 1824 года произошли события, приведшие к знаменитой в русской истории дуэли Новосильцева и Чернова.
Согласно «Описанию Санкт-Петербургской губернии по уездам и станам» 1838 года деревня была поделена между тремя собственниками:

ЗАРЕЧЬЕ — деревня, принадлежит Шкурину, генерал-майору, число жителей по ревизии: 132 м. п., 154 ж. п.; 

ЗАРЕЧЬЕ — деревня, принадлежит Черновой, генерал-майорше, число жителей по ревизии: 63 м. п., 60 ж. п.; 

ЗАРЕЧЬЕ — деревня, принадлежит Радигиной, дочери надворного советника, число жителей по ревизии: 40 м. п., 53 ж. п. (1838 год)

Согласно картам Ф. Ф. Шуберта 1844 года и С. С. Куторги 1852 года деревня Заречье состояла из 88 дворов.

ЗАРЕЧЬЕ — деревня господ Черновых и Арненга, по просёлочной дороге, число дворов — 80, число душ — 211 м. п. (1856 год)

ЗАРЕЧЬЕ — деревня владельческая при реке Оредежи, число дворов — 64, число жителей: 182 м п., 182 ж. п. (1862 год)

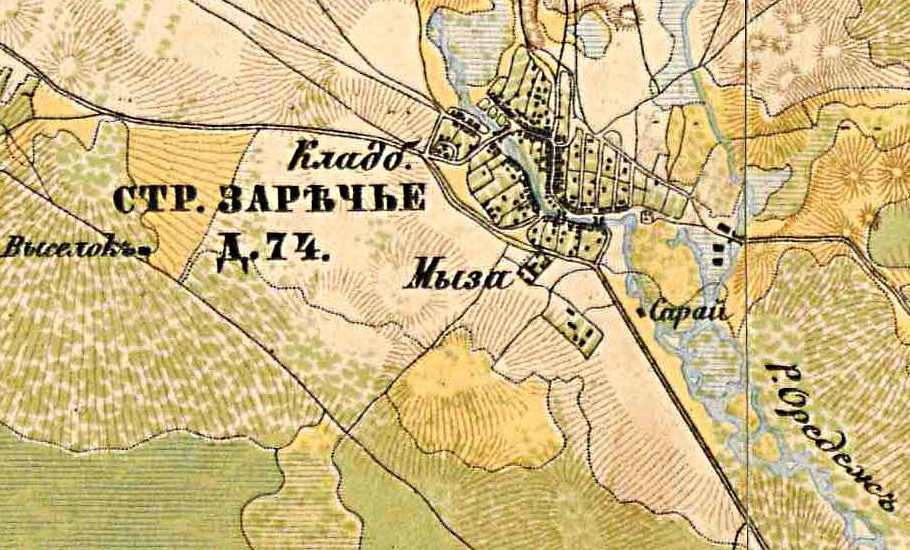
План деревни Большое Заречье. 1885 год

Согласно карте 1885 года деревня называлась Старое Заречье и состояла из 74 крестьянских дворов, на её южной окраине находилась мыза. Северней располагалась деревня Малое Заречье из 7 дворов.
Согласно материалам по статистике народного хозяйства Царскосельского уезда 1888 года мыза Заречье площадью 4059 десятин принадлежала генерал-майору Вениамину Ивановичу Асташеву (1836—1889), она была приобретена тремя частями в период с 1882 по 1888 год за 93 000 рублей. Мельница, пашни, охота и рыбные ловли сдавались в аренду. Вторая мыза Заречье площадью 4 десятины принадлежала мещанам М. и А. Владимировым, мыза была приобретена до 1868 года.
В конце XIX — начале XX века они административно относились к Сосницкой волости 2-го стана Царскосельского уезда Санкт-Петербургской губернии.
По данным «Памятной книжки Санкт-Петербургской губернии» за 1905 год мыза Заречье принадлежала вдове коллежского советника Анне Ермолаевне Лебёдкиной, кроме того 72 десятины земли в Заречье принадлежали лифляндскому уроженцу Андрею Сельги.
Согласно карте 1913 года деревня стала называться Большое Заречье, а количество дворов увеличилось до 80. Смежное Малое Заречье, было переименовано в Ново-Заречье и состояло из 8 дворов.
В 1917 году деревня Заречье Большое входила в состав Сосницкой волости Царскосельского уезда.
С 1917 по 1923 год — в состав Заречского сельсовета Калитинской волости Детскосельского уезда.
С 1923 года в составе Венгисаровской волости Троцкого уезда.
Согласно данным переписи населения СССР 1926 года в деревне Заречье Большое проживали 497 человек, все русские.
С 1927 года в составе Волосовского района.
В 1928 году население деревни составляло 561 человек.
По данным 1933 года деревня Заречье являлась административным центром Заречского сельсовета Волосовского района, в который входили 6 населённых пунктов: деревни Глумицы, Донцо, Заречье, Карголозы, Кюрлевский Карьер и Ореховка, общей численностью населения 1304 человека.

План деревни Большое Заречье. 1934 год

Согласно карте 1934 года деревня называлась Большое Заречье и насчитывала 76 дворов. На южной окраине деревни располагались кладбище, «бывшая мыза» и «бывший Чайный дворец».
По данным 1936 года в состав Заречского сельсовета входили 6 населённых пунктов, 308 хозяйств и 1 колхоз.
Накануне Великой Отечественной войны в деревне было около 180 дворов. В начале войны в деревне также проживало несколько десятков жителей Ленинграда. 19 августа 1941 года деревня оказалась на занятой немецкими войсками территории. Большинство жителей в течение 1941—1943 годов покинуло Большое Заречье, некоторые были угнаны в Германию. Деревня была освобождена от немецко-фашистских оккупантов 29 января 1944 года.
С 1954 года в составе Калитинского сельсовета.
С 1963 года в составе Кингисеппского района.
С 1965 года вновь в составе Волосовского района. В 1965 году население деревни составляло 8 человек.
В 1966 и 1973 годах деревня Большое Заречье продолжала числиться в составе Калитинского сельсовета.

## География
Деревня и мемориал расположены в восточной части района на автодороге 41А-003 (Кемполово — Выра — Шапки).
Расстояние до административного центра поселения — 7 км.
Расстояние до ближайшей железнодорожной станции Кикерино — 16 км.
Деревня находилась на правом берегу реки Оредеж.

## Уничтожение деревни
30 октября 1943 года немецкий карательный отряд ворвался в деревню и сжёг все дома. Несколько жителей было расстреляно, оставшиеся были согнаны в один из домов соседней деревни Глумицы и сожжены заживо. Всего в этот день погибло 66 человек (в том числе семьи Рысевых, Лукиных, Максимовых, Куприяновых, Тимофеевых, Шалаваевых, Шумиловых). Среди убитых — 19 детей. Судьба деревни и её жителей стала известна благодаря воспоминаниям уцелевших жителей.
В 1971 году на месте уничтоженной немцами деревни был возведён монумент (архитектор Ф. А. Гепнер, скульптор — М. Т. Литовченко). Монумент представляет собой бронзовую фигуру партизана, вернувшегося в сожжённую деревню. На монументе начертаны слова: «Здесь была жизнь. Здесь стояла деревня Большое Заречье. В октябре сорок третьего года фашистские каратели полностью уничтожили её, зверски расстреляли, замучили, заживо сожгли шестьдесят шесть её жителей…». Сегодня мемориал в Большом Заречье называют «Русской Хатынью» по аналогии с уничтоженной немцами и коллаборационистами белорусской деревней Хатынь.

## Фото

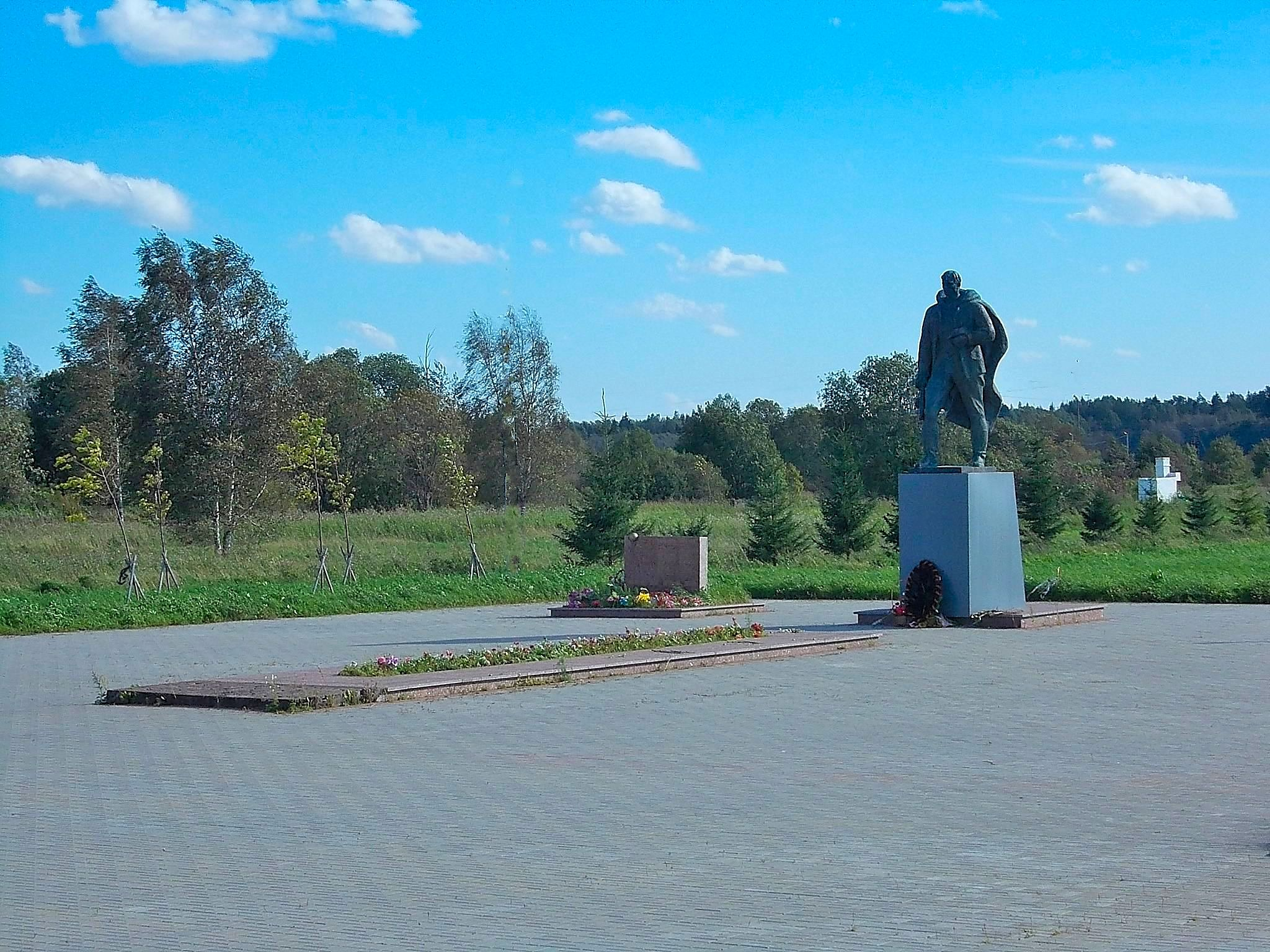
Мемориал в Большом Заречье
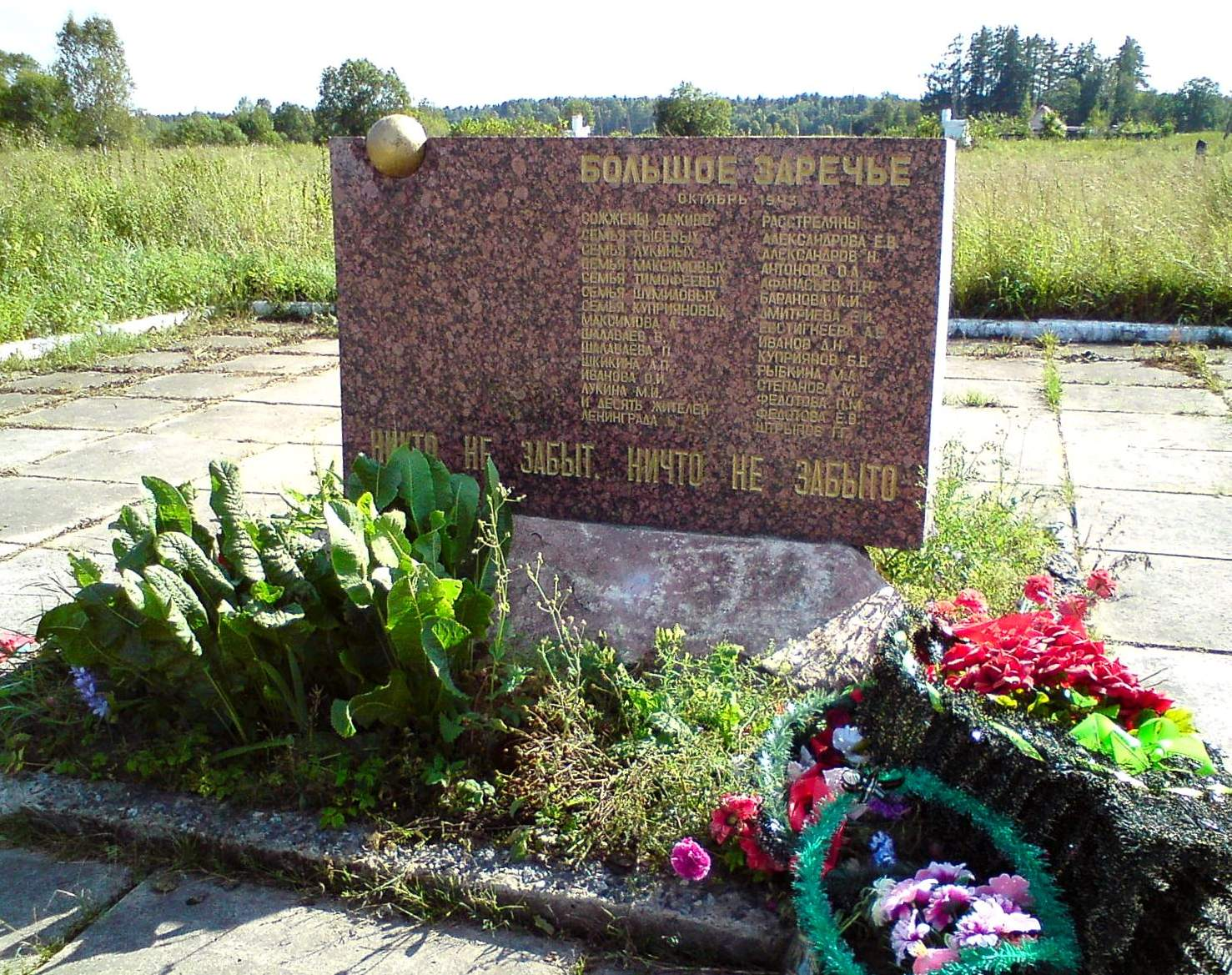
Памятная доска мемориала
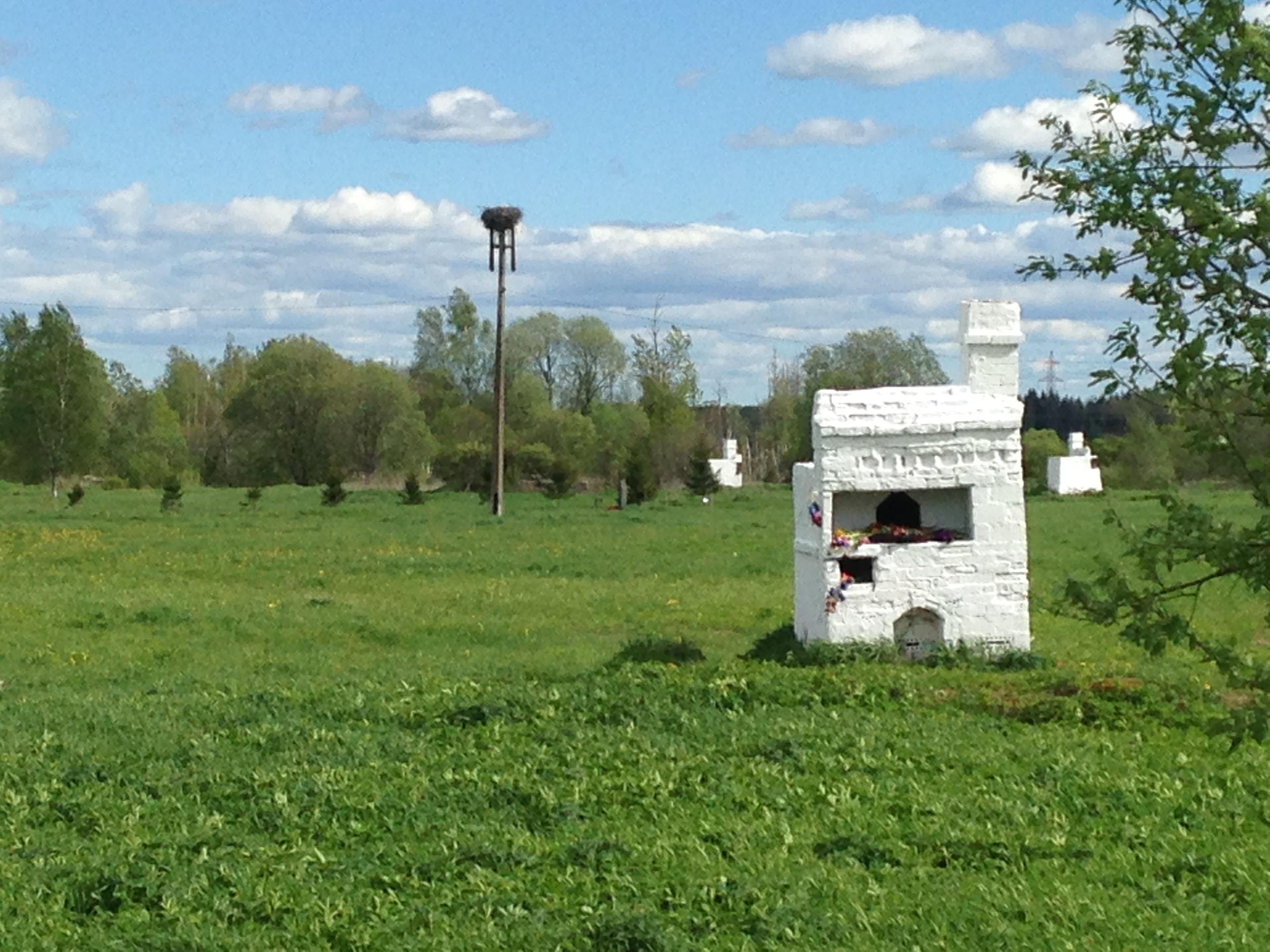
Печи бывших домов
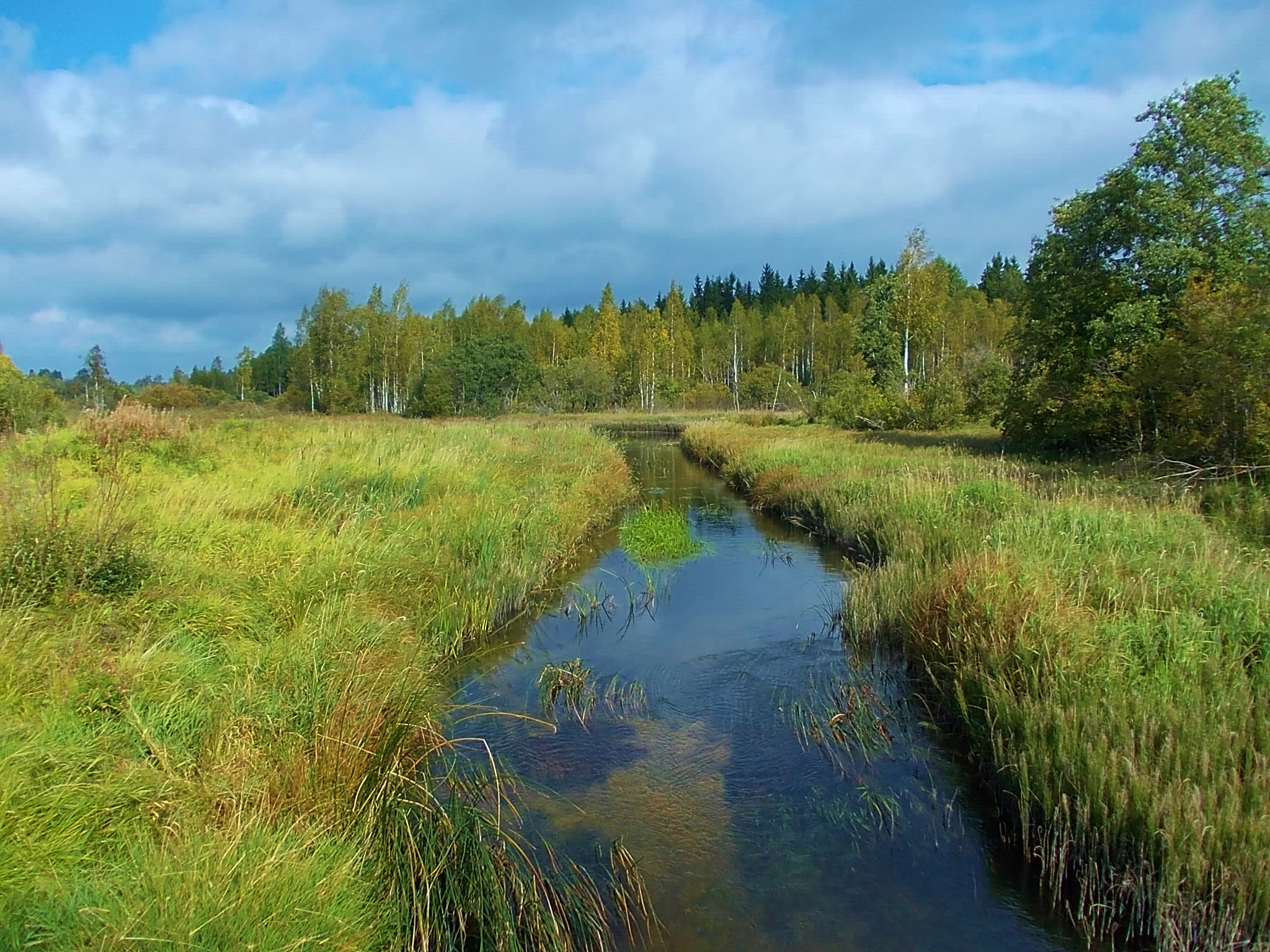
Река Оредеж в деревне Большое Заречье